# بارتوش کاپوستکا
بارتوش کاپوستکا (لهستانی: Bartosz Kapustka؛ زادهٔ ۲۳ دسامبر ۱۹۹۶) بازیکن فوتبال اهل لهستان است.
از باشگاه‌هایی که در آن بازی کرده‌است می‌توان به فرایبورگ و لستر سیتی اشاره کرد.
وی همچنین در تیم ملی فوتبال لهستان بازی کرده‌است.